# Ребилль (коммуна)
Ребилль (дат. Rebild Kommune) — датская коммуна в составе области Северная Ютландия. Площадь — 622,75 км², что составляет 1,44 % от площади Дании без Гренландии и Фарерских островов. Численность населения на 1 января 2008 года — 28753 чел. (мужчины — 14637, женщины — 14116; иностранные граждане — 777).
В состав коммуны входят Стёвринг (Støvring), Терннруп (Terndrup), Нёрагер (Nørager).

## История
Коммуна была образована в 2007 году из следующих коммун:
- Нёрагер (Nørager)
- Скёрпинг (Skørping)
- Стёвринг (Støvring)

## Железнодорожные станции
- Скёрпинг (Skørping)
- Стёвринг (Støvring)